# Dysaethria danum
Dysaethria danum är en fjärilsart som beskrevs av Holloway 1998. Dysaethria danum ingår i släktet Dysaethria och familjen Uraniidae. Inga underarter finns listade i Catalogue of Life.